# Barnets lustgård
Barnets lustgård, i original A Child's Garden of Verses, är en lyrikbok för barn av Robert Louis Stevenson.
Barnets lustgård är en samling poesi för barn som gavs ut 1883 under titeln Penny Whistles. Den handlar om barndom, sjukdom, lek och ensamhet. Den har tryckts i ett stort antal senare upplagor och då ofta med illustrationer. Verserna har tolkats till svenska av Karl Asplund. Utgåvan på svenska utgavs 1967 och är illustrerad av Eve Garnett. Hennes illustrationer trycktes ursprungligen i en engelsk utgåva av Penguin Books 1948.
Barnets lustgård innehåller 65 dikter. Robert Louis Stevenson dedicerade boken till sin barnsköterska, Alison "Cummy" Cunningham.:
| ”                                                                     | For the long nights you lay awake And watched for my unworthy sake: For your most comfortable hand That led me through the uneven land: For all the story-books you read. For all the pains you comforted, For all you pitied, all you bore. In sad and happy years of yore: – My second Mother, my first Wife. The angel of my infant life – From the sick child, now well and old, Take Nurse, the little book you hold! - - - | „ |
| – Dedication to Alison Cunningham from her boy Robert Louis Stevenson | |   |

År 1922 utgav den brittiske litteraturforskaren Terrot Reaveley Glover en översättning av boken till latin under titeln Carmina non prius audita de ludis et hortis virginibus puerisque.

## Bildgalleri

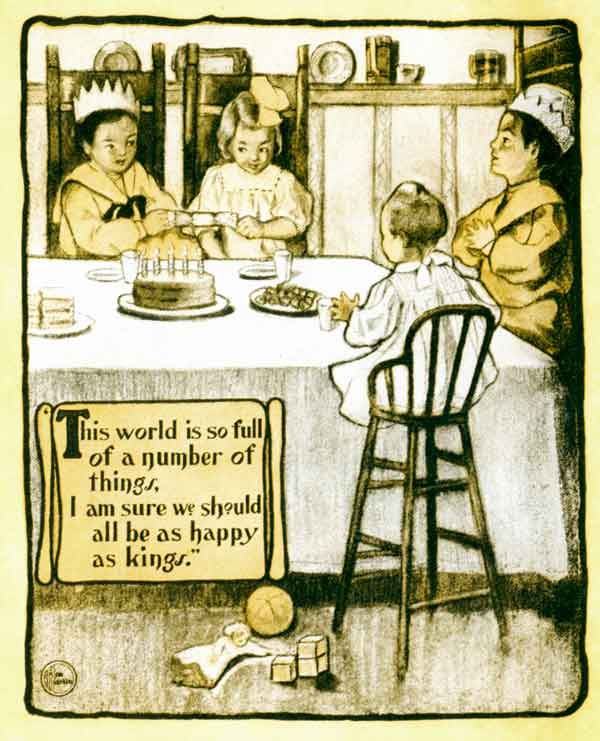
Happy Thought, illustration i A Little Book for A Little Cook, 1905
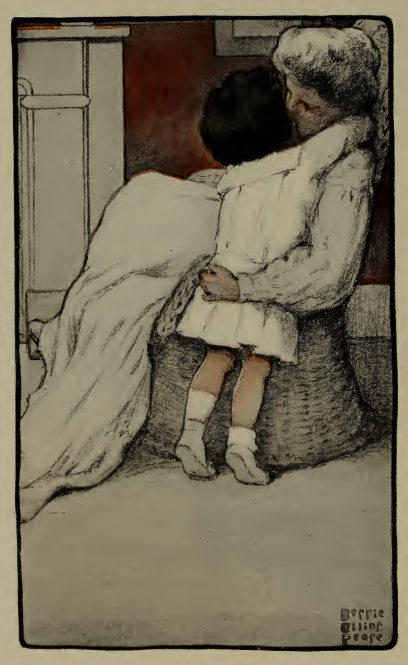
Illustration av Bessie Pease Gutmann (1876–1960) till dikten "Northwest passage" i en amerikansk upplaga 1905
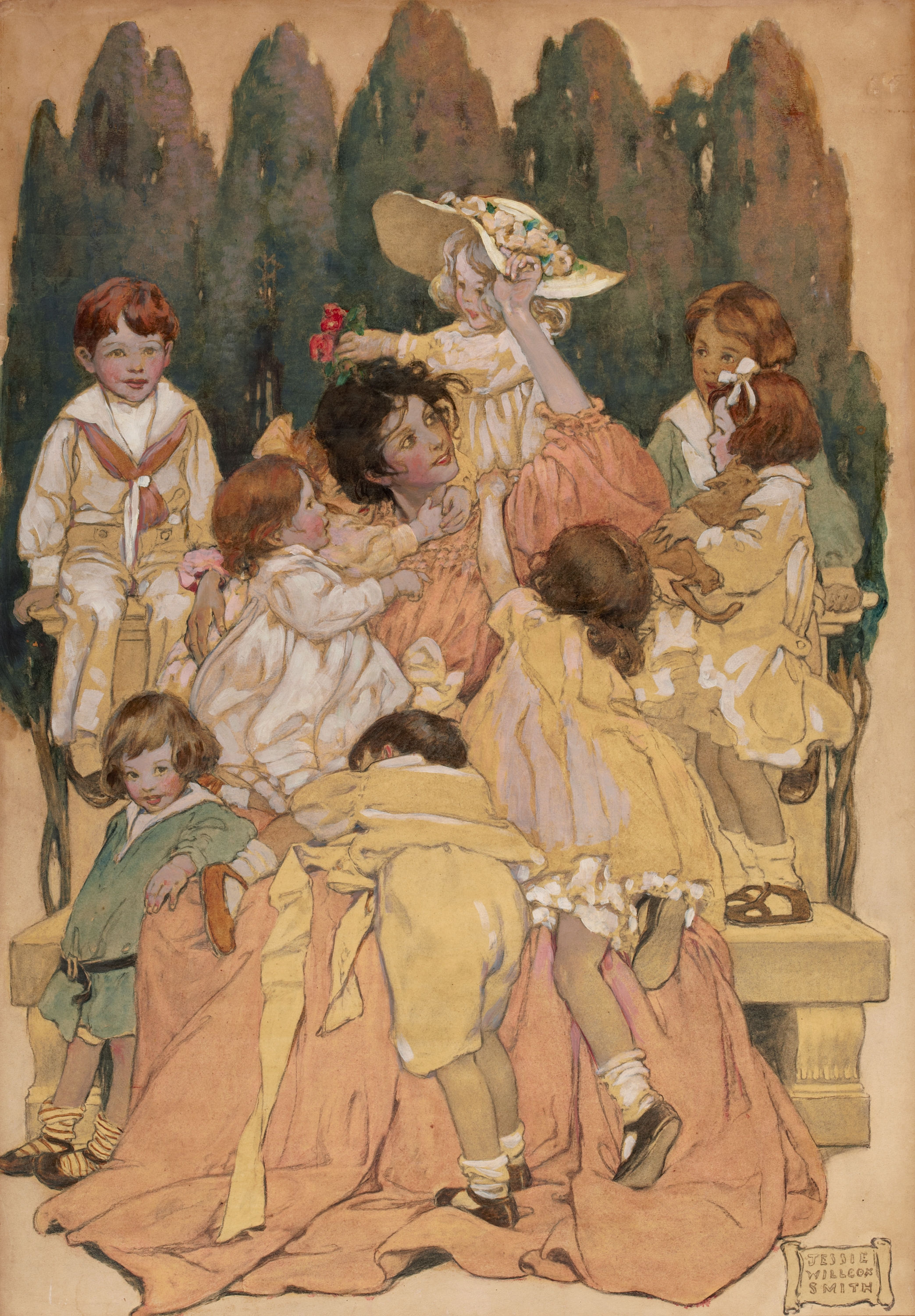
Illustration av Jessie Willcox Smith (1863–1935), 1905
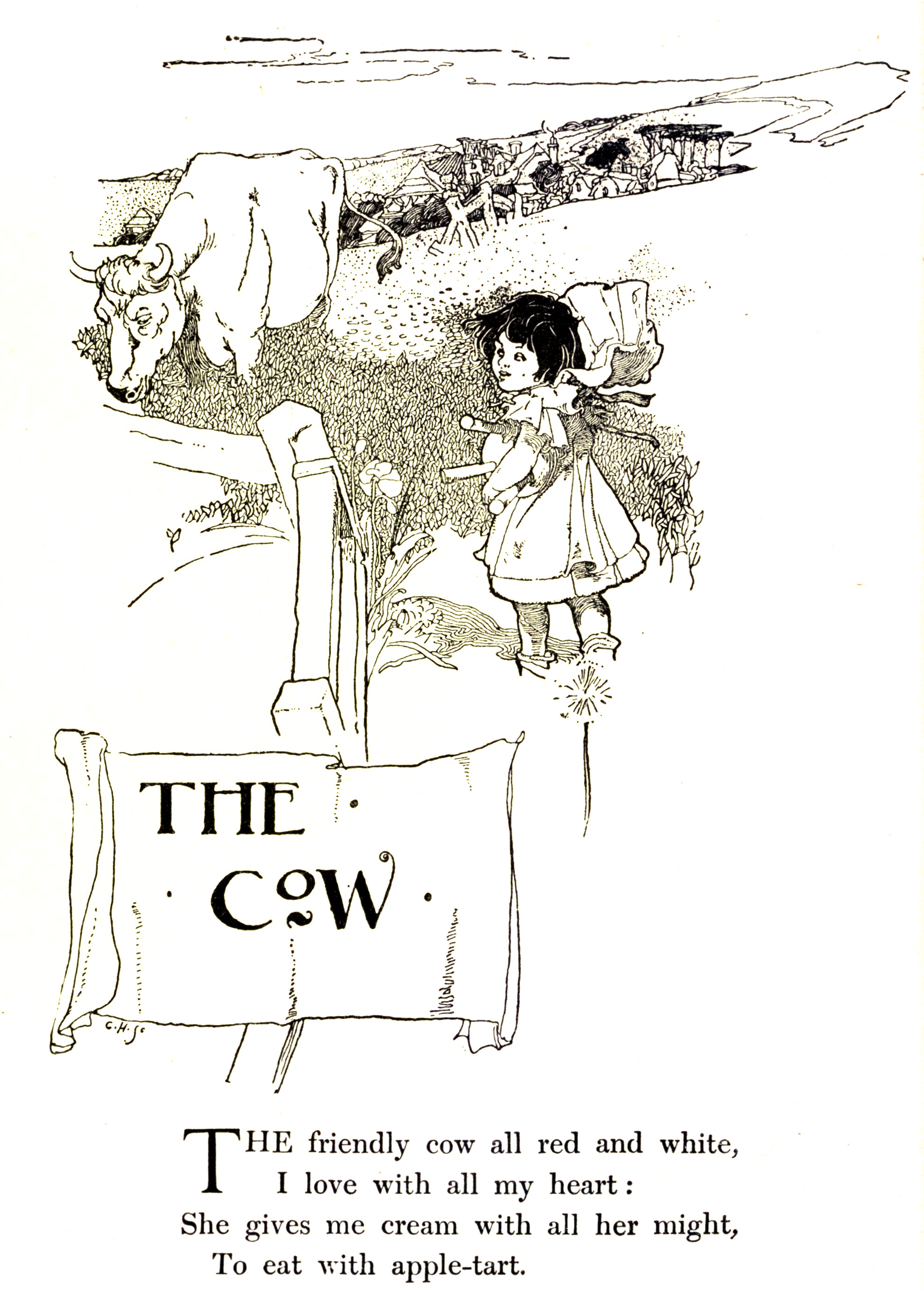
Illustration av Charles Robinson (1870–1937)
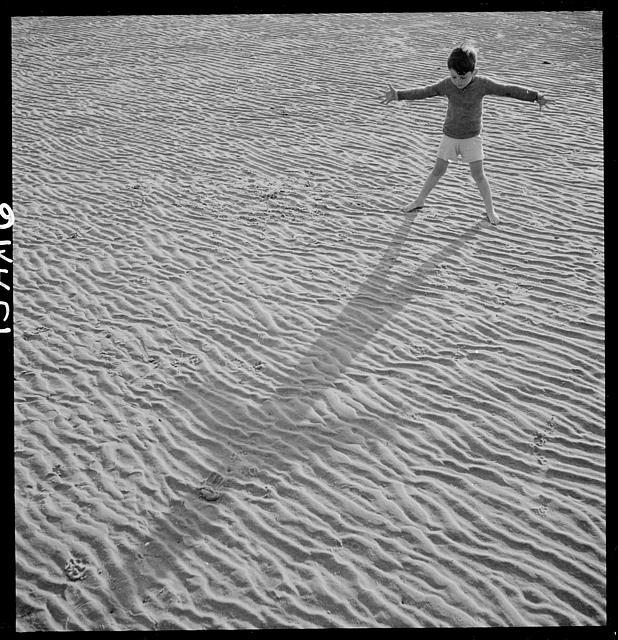
My shadow, ett foto av Toni Frisell, illustration i en amerikansk upplaga, 1944